# Lago Mössen
El lago Mössen (en alemán: Mössensee) es un lago situado en el distrito de Llanura Lacustre Mecklemburguesa, en el estado de Mecklemburgo-Pomerania Occidental (Alemania), a una altitud de 58.5 metros; tiene un área de 36.4 hectáreas.
Se encuentra ubicado al sur del lago Müritz —el mayor de Alemania—, junto a la frontera con el estado de Brandeburgo.